# Carrera de l'Índia

La carrera de l'Índia: recorregut seguit en l'anada (vermell) i ruta de tornada (verd)

La coneguda com a carrera de l'Índia (portuguès: Carreira da Índia) era una ruta o enllaç marítim anual que realitzaven les anomenades  armades de l'Índia  entre Lisboa i Goa, i viceversa.
La ruta va començar poc després del descobriment de la ruta marítima a l'Índia per Vasco da Gama en inaugurar la ruta del cap. Aquesta connexió es va perllongar des de 1497 fins a l'arribada de la  navegació a vapor i l'obertura del canal de Suez al segle xix. Entre les escales regulars de la carrera, la de l'illa de Moçambic i la de les illes Açores (a la badia d'Angra do Heroísmo, a l'illa Terceira) van arribar a tenir una gran importància estratègica, sent un dels punts de trobada de les naus que de vegades es perdien en el viatge d'anada, així com a port d'atracament de les que eventualment s'endarrerien i perdien el monsó. Per aquesta raó, es va construir a l'illa de Moçambic una poderosa fortalesa (fortalesa de São Sebastião) i un hospital.